# 이프 온리 (영화)
《이프 온리》(영어: If Only)는 길 영거 감독이 연출한 미국, 영국의 로맨틱 판타지 드라마 영화이다. 주연 배우 제니퍼 러브 휴잇이 직접 제작에 참여하여 화제를 모았던 작품이기도 하다.
한국에서는 2004년 10월 29일 첫 개봉을 했고, 2009년 1월 20일, 2017년 11월 29일에 재개봉했다. 2005년 9월 24일, 2007년 9월 2일, 2009년 2월 13일, 2012년 2월 10일에 텔레비전에서 방영되기도 했다.

## 줄거리
이언 윈덤은 런던에 거주하는 영국인 사업가로, 미국 출신의 바이올리니스트 연인 사만다 앤드루스와 함께 살고 있다.
영화는 두 사람의 평범한 하루를 따라가며 시작된다. 사만다는 주전자를 만지다 화상을 입고, 이언의 시계는 고장이 나며, 사만다의 옷에는 콜라가 튀고, 이언은 중요한 회의 중 사만다에게 방해를 받는다. 일상의 소소한 불협화음 속에서 사만다는 자신이 늘 이언에게 뒷전이라는 사실에 서운함을 느끼고, 단지 진심으로 사랑받고 싶다고 털어놓는다.
그러던 어느 날, 두 사람 사이에 갈등이 고조되면서 사만다는 화가 난 채 택시를 타고 떠난다. 이언이 뒤따라오길 바라며 창밖으로 묻지만, 그는 움직이지 않는다. 그 순간, 택시는 교차로에서 충돌하고 사만다는 사고로 세상을 떠난다. 병원에서 그녀의 죽음을 확인한 이언은 절망에 빠져 집으로 돌아가 그녀의 노트북을 꺼내 읽는다. 그곳에는 그녀가 쓰던 노래 가사가 담겨 있었고, 그는 그 노트를 끌어안은 채 잠이 든다.
다음 날 아침, 놀랍게도 사만다의 목소리에 눈을 뜬 이언은 그녀가 옆에 누워 있는 것을 본다. 처음엔 혼란스럽지만, 그는 전날의 사건이 꿈이었다고 생각하고 안도한다.
하지만 하루를 보내며 그는 꿈속에서 겪었던 사건들이 다시 벌어진다는 사실을 깨닫는다. 다만 시간과 방식이 조금씩 다르게 전개된다. 사만다는 여전히 손을 데이고, 음료를 쏟지만 시계는 멀쩡히 작동하고, 이언의 회의도 성공적으로 끝난다. 회의 후 그는 전날 꿈속 택시의 운전기사를 다시 만나고, 그에게 사랑이 가장 중요한 일이라는 조언을 듣는다.
이언은 사만다를 찾아 도시를 헤매다 결국 그녀를 찾아낸다. 그는 함께 도시를 떠나자고 제안하고, 사만다는 그의 고향으로 향하는 기차를 타기로 한다. 두 사람은 이언의 어린 시절 추억이 담긴 언덕에 오르고, 갑작스러운 비로 인해 오두막으로 들어간다. 그곳에서 이언은 그녀에게 마지막 하루가 주어진다면 어떻게 보낼 것인지 묻는다. 사만다는 “당신과 함께 보내겠다”고 답하고, 두 사람은 사랑을 확인한다.
그날 저녁, 두 사람은 이언의 아버지가 자주 들르던 술집을 찾는다. 이언은 과거 자신의 우상이었던 아버지가 실직 이후 알코올 중독자가 된 이야기를 나눈다. 이후 런던으로 돌아온 이언은 런던아이에서 또 다른 깜짝 선물을 준비하고, 사만다 몰래 그녀의 노트에서 곡을 복사해 그녀의 콘서트 관계자에게 전달한다. 그날 밤 무대에서 사만다는 직접 쓴 곡을 연주하며 노래를 부르고, 관객의 환호를 받는다.
이후 두 사람은 사만다가 원했던 소박한 식당에서 식사하고, 이언은 사만다에게 의미 있는 참이 달린 팔찌를 선물한다. 마지막으로 그들은 꿈속에서 사고가 났던 바로 그 레스토랑 앞에 도착하고, 이언은 사만다에게 왜 그녀를 사랑하는지 진심을 담아 이야기한다.
택시가 도착하자 사만다는 다시 한 번 이언에게 함께 탈 거냐고 묻고, 이번에는 이언이 택시에 오른다. 그런데 택시는 또다시 충돌 사고를 당한다.
병원 장면이 반복되며, 이번에는 사만다가 살아남고 이언이 세상을 떠난다. 여섯 달 후, 사만다는 이언과 함께 살던 집을 정리하며 그의 시계를 바라보고, 이언이 선물했던 팔찌를 차고 무대에 선다. 무대 위에서 눈물짓지만 미소를 머금고 노래를 부른다. 영화는 그녀가 이언과 함께 오르려 했던 산 정상에 도달하는 모습으로 끝난다.

## 출연
- 제니퍼 러브 휴잇 - 서맨사 앤드루스 역
- 폴 니컬스 - 이언 윈덤 역
- 톰 윌킨슨 - 택시 기사 역
- 루시 대븐포트 - 로티 역
- 다이애나 하드캐슬 - 클레어 역

## 사운드트랙
- Love will show you everything - 제니퍼 러브 휴잇
- Take my heart back - 제니퍼 러브 휴잇

## 시청 등급
- 대한민국: 15세이상관람가

## 명대사
- 진정 사랑했다면 인생을 산 거잖아, 5분을 더 살든 50년을 더 살든. 오늘 네가 아니었다면 난 영영 사랑을 몰랐을 거야. 사랑하는 법을 알려주서 고마워. 또 사랑받는 법도.. - 택시에 오르기 직전, 이언
- 택시 타기 직전에 내가 사랑하는 법을 알려줬댔어. 나는 그저 내 마음이 가는 대로 사랑했을 뿐인데.. - 사고 후 병원에서, 서맨사

## 우리말 녹음
KBS 성우진 (2005년 9월 24일)
- 구자형 - 이언(폴 니컬스)
- 이선 - 서맨사(제니퍼 러브 휴잇)
- 임수아 - 클레어(다이애나 하드캐슬)
- 이용순 - 로티(루시 대븐포트)
- 온영삼 - 택시 기사(톰 윌킨슨)
- 성창수 - 호텔 직원(케빈 무어)
- 이주원 - 마이크(스튜어트 라이트)
- 유동균 - 팀(리처드 세이디)
- 김우정 - 나이절(대니 배빙턴)
- 송정희 - 올리버(앨 와일드) / 선생님

## 같이 보기
- 세렌디피티 (2001)
- 지금, 만나러 갑니다 (2004)